# Дуолінійність
Дуолінійність (від лат. duo «два» та лат. linea «лінія»; також подвійне визначення спорідненості; англ. double descent) — варіант унілінійного визначення спорідненості, за якого одночасно утворюються матрилінійні та патрилінійні родинні об'єднання. Кожен член дуолінійного суспільства належить у цьому випадку і до матрилінійної групи, яка враховує родинні зв'язки дітей з покоління в покоління лише з матір'ю, і до патрилінійної групи, яка враховує зв'язки лише з батьком. Попри те, що матрилінійні та патрилінійні інститути в дуолінійній системі рахунку співіснують, вони характеризують не окремі групи суспільства, а все суспільство в цілому, належачи при цьому до різних його сфер.
Так само, як інші унілінійні системи, і як амбілінійна система, дуолінійна система визначення спорідненості характерна переважно для архаїчних доіндустріальних суспільств. Дуолінійне визначення спорідненості зустрічається серед деяких народів Західної Африки (яко, ашанті), а також серед деяких груп австралійських аборигенів.
Іноді термін «дуолінійність» дещо хибно вживають як синонім терміна «білінійність». Насправді білінійність в основному значенні цього поняття означає паралельне існування двох унілінійних об'єднань в одному суспільстві. За білінійного визначення зазначені об'єднання охоплюють групи людей, що не перетинаються, а не кожного члена суспільства, як за дуолінійного визначення (у деяких авторів термін «білінійність» може вживатися в значенні «білатеральність»).